# 杜蒂鎮區 (阿肯色州勞倫斯縣)
杜蒂鎮區（英語：Duty Township）是位於美國阿肯色州勞倫斯縣的一個行政鎮區。

## 地方資料
杜蒂鎮區的面積為57.81平方千米，當中陸地面積為56.48平方千米，而水域面積為1.33平方千米。根據2010年美國人口普查的數據，當地共有人口501人，而人口密度為每平方千米8.67人。